# 大渕敏和
大渕 敏和（おおぶち としかず　1948年11月5日 - ）は、日本の裁判官（25期）、公証人、弁護士。福岡県出身。福岡県立小倉高等学校を経て、一橋大学法学部卒業。
最高裁判所調査官、東京高等裁判所判事を経て、東京地方裁判所の裁判長（部総括判事）として、のちに冤罪と発覚した東電OL殺人事件で無罪判決を出した。その8か月後の異動で、東京地裁本庁から八王子支部に転出となり、その4年後、判事就任以来初めて首都圏以外の勤務地となる広島で高裁部総括判事に昇り、福井地裁所長、大阪高裁部総括判事と昇進したが、一度も東京に戻ることなく定年に2年余を残して依願退官・公証人となった。2012年に、東電OL事件被告が東京高裁再審で無罪となる。翌2013年から一般財団法人東京公証人協会評議員を務め、2017年には同議長に就任した。

## 経歴
- 1971年 一橋大学法学部卒業[2]、司法修習生
- 1973年 東京地方裁判所判事補任官
- 1976年 釧路地方・家庭裁判所判事補
- 1978年 名古屋地方裁判所判事補
- 1981年 札幌地方・家庭裁判所岩見沢支部判事補
- 1982年 札幌地方・家庭裁判所判事補
- 1983年 札幌地方・家庭裁判所判事
- 1984年 東京地方裁判所判事
- 1987年 前橋地方・家庭裁判所判事
- 1991年 東京地方裁判所判事
- 1992年 最高裁判所調査官
- 1996年 東京高等裁判所判事
- 1997年 東京地方裁判所部総括判事
- 2000年 東京地方裁判所八王子支部部総括判事
- 2001年 東京地方・家庭裁判所八王子支部部総括判事
- 2004年 広島高等裁判所部総括判事
- 2006年7月 福井地方裁判所・家庭裁判所所長
- 2007年11月 大阪高等裁判所部総括判事（第3刑事部）
- 2011年2月 依願退官
- 2011年5月 昭和通り公証役場公証人[3]
- 2013年 一般財団法人東京公証人協会評議員[4]
- 2017年 一般財団法人東京公証人協会評議員会議長[5]
- 2019年 瑞宝重光章受章[6]、先端法法律事務所弁護士（東京弁護士会）[7][8]

## 担当訴訟
- 2000年4月14日 東京地方裁判所において、東電OL殺人事件の第一審で裁判長を務めた際、被告人に無罪の判決を出した[注 1]。

- 2005年6月28日 広島高等裁判所において、下関通り魔殺人事件の控訴審で裁判長を務め、一審の死刑判決を維持（控訴棄却）した。

## 著作
- 「準強姦罪について」、小林充先生佐藤文哉先生古稀祝賀刑事裁判論集刊行会『小林充先生・佐藤文哉先生古稀祝賀刑事裁判論集. 上巻』、判例タイムズ社, 2006.3
- 「関税法(平成6年法律第118号による改正前のもの)109条の規定と憲法13条,31条(最高裁判決平成7.4.13)」法曹時報（法曹会）. 49(11) [1997.11]
- 「覚せい剤の譲渡代金で購入された覚せい剤と国際的な協力の下に規制薬物に係る不正行為を助長する行為等の防止を図るための麻薬及び向精神薬取締法等の特例等に関する法律にいう「不法収益に由来する財産」(最高裁決定平成ｂ7.12.5) 」法曹時報. 49(11) [1997.11]
- 「正犯の実行行為が日本国内で行われた場合における日本国外で幇助行為をした者と刑法1条1項(最高裁判決平成6.12.9) 」法曹時報. 48(11) [1996.11]
- 「時の判例 色丹島から12海里内の海域及び同島から12海里を超え200海里内の海域において日本国民が北海道海面漁業調整規則(平成2年北海道規則第13号による改正前のもの)5条15号に掲げる漁業を営むことと同規則55条1項1号の適用(最高裁決定平成8.3.26)」ジュリスト. (通号 1096) [1996.09.01]
- 「最高裁刑事破棄判決の実情(上)平成7年度」判例時報. (通号 1568) [1996.08.11]
- 最高裁刑事破棄判決の実情(下)平成7年度」判例時報. (通号 1569) [1996.08.21]
- 「制限速度を超過した状態で継続して自動車を運転した場合の2地点における速度違反の行為が併合罪の関係にある別罪を構成するとされた事例(最決平成5.10.29)」法曹時報. 47(10) [1995.10]
- （高木俊夫と共著）『違法収集証拠の証拠能力をめぐる諸問題(司法研究報告書; 第39輯 第1号) 』司法研修所、1988.3.
- 「刑事手続における訴訟費用とその裁判について-上-」判例タイムズ. 38(27) [1987.12.01]
- 「刑事手続における訴訟費用とその裁判について-下-」判例タイムズ. 38(28) [1987.12.15]